# Patryn
Los patryn son una raza imaginaria de la serie de libros El ciclo de la puerta de la muerte, tienen las mismas características externas que los humanos, aunque las actuales generaciones están en perfectas condiciones físicas debido a las exigencias del Laberinto.

## Magia rúnica
Todos poseen muy buenas aptitudes mágicas de alteración de las probabilidades, también por ser necesaria para su supervivencia. Los patryn pueden usar las runas mágicas, las cuales manipulan la Onda de Probabilidades, permitiéndoles observar un amplio abanico de probabilidades y elegir uno a su antojo. Cuanto más improbable sea, mayor será la dificultad de invocar la probabilidad. La manera patryn de uso de las runas es menos elegante que la de los sartán, al tratarse de un uso más físico de las mismas. Los patryn tienen las runas tatuadas en sus cuerpos, y para hacerlas funcionar, deben nombrar la cadena rúnica del hechizo y dibujarlas en una superficie o en el aire. Las runas patryn son complementarias de las sartán, y se pueden usar para los mismos fines. A pesar de que la magia de los patryn surge de la misma fuente que la de los sartán, estas son incompatibles o al menos eso se creía, ya que al final de la séptima puerta, Alfred y Haplo usaron sus magias combinadas para cerrar la puerta de la muerte. Por ello se piensa que el fundamento de que ambas magias son incompatibles, es un prejuicio mutuo de ambas razas, sobre todo teniendo en cuenta que hay patryn mestizos como Vasu que pueden usar ambas cualidades mágicas.

## Personalidad
Tienden a ser de naturaleza solitaria pero muy pasionales, condicionados por su estancia en el Laberinto. Se prestarán ayuda sin dudarlo, pero siempre anteponiendo su supervivencia a la de los demás. Los que forman grupos tienden a seguir a un solo líder, como los Jefes de Tribu dentro del Laberinto o Xar en el Nexo.
- Datos: Q9056941